# Marie Maximilianovna de Leuchtenberg
Maria Maximilianovna de Leuchtenberg, princesse de Leuchtenberg, princesse Romanovskïa et, par son mariage, princesse de Bade (16 octobre 1841 – 16 février 1914) est la fille aînée de Maximilien de Beauharnais, 3e duc de Leuchtenberg et de son épouse la grande-duchesse Marie Nikolaïevna de Russie. Épouse du prince Guillaume de Bade, elle a un fils, Maximilien de Bade, qui devient le dernier chancelier impérial d'Allemagne.

## Biographie

### Famille et enfance

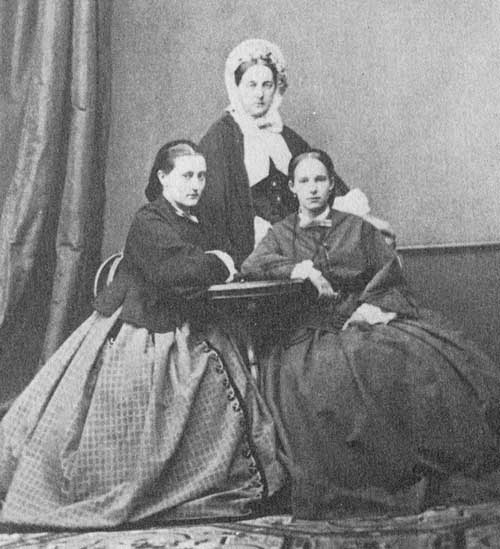
La princesse Marie avec sa mère et sa sœur Eugenie.

Le père de Marie, Maximilien de Leuchtenberg est allé jusque Saint-Pétersbourg pour gagner la main de la Grande-Duchesse Marie Nikolaïevna, la fille aînée de Nicolas 1er. Maximilien reçoit par la suite le titre d'Altesse impériale et celui de prince Romanowski.
En tant que fille d'une grande-duchesse russe, Maria (« Marusya ») et ses frères et sœurs (Nicolas, Eugène, Eugénie, Sergei, et Georges) sont traités comme des grands-ducs et grandes-duchesses, portant les titres d'Altesse impériale. Après la mort de leur père en 1852, leur mère se remarie morganatiquement au comte Grigori Stroganov deux ans plus tard. Cette union étant gardée secrète aux yeux de son père, l'empereur Nicolas 1er (et son frère l'empereur Alexandre II ne pouvant permettre à l'union, préférant feindre l'ignorance), la grande-duchesse Marie est contrainte à l'exil sans ses enfants. Le tsar ressent de la compassion pour sa sœur et accorde une attention particulière aux enfants adolescents issus de son premier mariage, qui vivent à Saint-Pétersbourg sans leur mère.

### Tentative d'assassinat de 1866
Le 4 avril 1866, Marie et son frère Nicolas accompagnent leur oncle le tsar Alexandre II à Saint-Pétersbourg, lorsque ce dernier est victime d'une tentative d'assassinat,. Le tsar s'arrête quelques instants pour mettre son manteau avant de monter dans la voiture, quand un homme le menace d'une arme ; seule l'intervention rapide d'un homme du nom de Komissaroff, sauve la vie de l'Empereur,.

### Mariage
Plusieurs prétendants s'intéressent à Marie Maximilianovna. Piotr Andreïevitch Chouvalov, un ami de l'empereur Alexandre II, lui fait la cour mais il est sévèrement sanctionné. Le 11 février 1863, dans la Grande église du Palais d'Hiver à Saint-Pétersbourg, elle épouse le prince Guillaume de Bade,,,. Il est l'un des plus jeunes fils de Léopold Ier de Bade, et de son épouse, la princesse Sophie de Suède.
En apprenant le mariage, le président des États-Unis Abraham Lincoln envoie une lettre à Guillaume, le frère aîné de Frédéric Ier de Bade où Lincoln déclare : « je participe à la satisfaction offerte par cet heureux événement, et prie Votre Altesse royale d'accepter mes sincères félicitations avec l'assurance de ma très haute considération ».
Ils ont eu deux enfants :
- La princesse Marie de Bade (Bade, 26 juillet 1865 - Bade, 29 novembre 1939)[11] : épouse de Frédéric II d'Anhalt[1],[9],[12].
- Le prince Maximilien de Bade (Bade, 10 juillet 1867 - Constance, 6 novembre 1929)[11] ; époux de la princesse Marie-Louise de Hanovre (Gmunden, 11 octobre 1879 - château de Salem, 31 janvier 1948)[1],[9],[11]. Maximilien est l'héritier présomptif du grand-duché de Bade à partir du 28 septembre 1907[2].

### Vie en Allemagne
Après son mariage, Marie passe la plupart de son temps en Allemagne, ne faisant que de rares visites en Russie. En tant que nouvelle épouse, Marie sert de représentante pour la grande-duchesse Louise de Bade au baptême de la fille du prince de Leiningen. Au cours de la guerre franco-prussienne, Guillaume sert dans l'armée prussienne, sous le commandement de Guillaume Ier. Le 29 juillet, Marie et son mari sont avec le prince Frederick III, et selon les mémoires du prince, « l'on distrait des angoisses du présent ».
Le prince Guillaume meurt le 27 avril 1897.
Après sa mort, Marie fonde une nouvelle organisation, l'Association allemande contre l'immoralité. Son but est de supprimer le « vice dans les classes supérieures ». Marie, avec l'aide de la grande-duchesse Éléonore de Hesse et de la reine Charlotte de Wurtemberg, ouvre un fonds destiné à produire des brochures afin de persuader les femmes et les hommes des familles royales que leurs rôles marquants dans la société signifie qu'ils doivent être des exemples de pureté morale. Elles envoient également une missive à leurs familles et amis en leur demandant de « s'abstenir d'être immoral » pendant un an.
La princesse Marie reste veuve jusqu'à son propre décès, le 16 février 1914 à Saint-Pétersbourg,. Comme à la cour de Saint-Pétersbourg, la mort de Marie plonge la cour de Berlin dans le deuil, perturbant les festivités prévues.

## Titres et styles
- 16 octobre 1841 – 11 février 1863 : Son Altesse impériale la princesse Marie Maximilianovna de Leuchtenberg, la princesse Romanovskaïa[3],[10]
- 11 février 1863 – 16 février 1914 : Son Altesse impériale la princesse Marie de Bade

## Ascendance

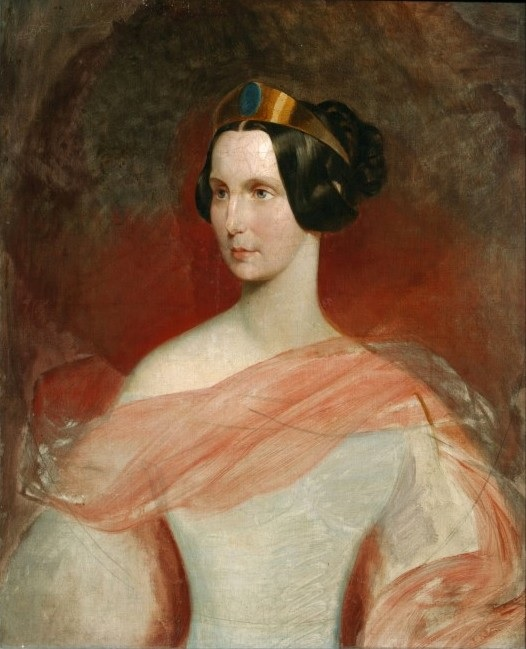
Portrait d'Alexandra Feodorovna, impératrice de toutes les Russies en 1837, (par Alexandre Brullov), la grand-mère de Maria Maximilianovna de Leuchtenberg.